# Klepp IL
A Klepp Idrettslaget sportklub női labdarúgó szakosztályát 1984-ben hozták létre Kleppben. A norvég Toppserien tagja.

## Eredmények
- Norvég bajnok (1): 1987
- Norvég kupagyőztes (1): 1989

## Játékoskeret
2020. június 10-től
| #  |     | Poszt | Név                      |
| -- | --- | ----- | ------------------------ |
| 1  | USA | K     | Adelaide Gay             |
| 12 | NOR | K     | Kristin Rage             |
| 41 | NOR | K     | Amalie Reed Kolnes       |
| 4  | NOR | V     | Tuva Hansen              |
| 6  | NOR | V     | Marte Gjellan Leine      |
| 15 | NOR | V     | Marthine Østenstad       |
| 20 | NOR | V     | Anette Snørteland Jensen |
| 25 | NOR | V     | Susanne Vistnes          |
| 2  | USA | KP    | Nikki Stanton            |
| 8  | NOR | KP    | Marie Hella Andresen     |

| #  |     | Poszt | Név                    |
| -- | --- | ----- | ---------------------- |
| 21 | NOR | KP    | Kaja Karlsen           |
| 26 | NOR | KP    | Miriam Byberg          |
| 28 | NOR | KP    | Julie Austdal          |
|    | NOR | KP    | Sofie Bjørnsen         |
|    | NOR | KP    | Ingrid Synnøve Nødland |
| 7  | NOR | CS    | Matilde Alsaker Rogde  |
| 13 | AUS | CS    | Tameka Yallop          |
| 19 | NOR | CS    | Hege Hansen            |
| 22 | NOR | CS    | Elisabeth Terland      |
| 30 | NOR | CS    | Madeleine Mellemstrand |

## A klub híres játékosai
- Therese Åsland
- Oda Maria Hove Bogstad
- Cathrine Dyngvold
- Lene Espedal
- Hege Hansen
- Birthe Hegstad
- Ane Stangeland Horpestad
- Ingeborg Hovland
- Gry Tofte Ims
- Silje Jørgensen
- Linda Medalen
- Dagny Mellgren
- Andrea Norheim
- Ingrid Sternhoff
- Hilde Strømsvold
- Anne Tønnessen
- Maria Thorisdottir
- Katrín Ásbjörnsdóttir
- Guðmunda Brynja Óladóttir
- Nicole McClure
- Havana Solaun
- Maureen Mmadu
- Faith Michael
- Eliza Campbell
- Amanda Frisbie